# Culinária da Nova Zelândia
A culinária da Nova Zelândia tem duas componentes principais: a maori, dos polinésios que ocuparam as ilhas antes da chegada de outros colonizadores, e a moderna, que começou com a introdução das técnicas e produtos de origem inglesa, e que se diversificou com a chegada de novos imigrantes, principalmente do sul da Ásia.  
"Kai moana", ou "comida do mar" é uma importante componente da culinária maori . Para além disso, os maoris mantiveram o "hāngī", um fogão de barro em que se colocam e molham pedras para criar um vapor onde se pode cozinhar comida enrolada em folhas. Tal como na ilha Maurícia, onde os colonizadores encontraram uma espécie de peru que não conseguia voar, o dodo, e os caçaram até à extinção, também na Nova Zelândia, os primeiros imigrantes polinésios encontraram a moa, que teve o mesmo fim que o dodo. Uma outra iguaria, desta vez marinha, que move uma parte da economia é a utilização do pāua, um molusco. 
A Nova Zelândia é um grande produtor de batata-doce, por os maori terem começado a cultivá-la nas ilhas, onde são conhecidas como “kūmara”, tornando-a base da sua alimentação. Esta população pioneira domesticou ainda a karaka, uma árvore endêmica das florestas costeiras destas ilhas, semeando-as em outros lugares, e aprendendo a tratar as sementes para as poderem comer, uma vez que possuem uma toxina muito forte.
Durante a colonização inglesa, os hábitos alimentares seguiram a tendência económica e, até cerca de 1950, os colonos comiam costeletas de borrego, com batata e chá ao pequeno-almoço, almoço e jantar. Desses tempos ficou uma receita tradicional, o "colonial goose", uma perna de borrego preparada da forma como na Inglaterra se preparava o ganso, que nunca foi abundante nas ilhas. 
Com a chegada de novos imigrantes, novos produtos e temperos foram introduzidos na colónia e vulgarizados através da expansão da indústria da restauração, tais como o alho e a beringela.